# Football Club Monthey 2021-2022
Questa voce raccoglie le informazioni riguardanti il Football Club Monthey nelle competizioni ufficiali della stagione 2021-2022.

## Stagione
Nella stagione 2021-2022 il Monthey, allenato da Cédric Strahm, concluse il campionato di Prima Lega al 6º posto.

## Rosa
| N. |                       | Ruolo | Calciatore                       |
| -- | --------------------- | ----- | -------------------------------- |
| 1  | Italia (bandiera)     | P     | Steve Saffioti                   |
| 3  | Svizzera (bandiera)   | D     | Loïc Sauthier                    |
| 5  | Turchia (bandiera)    | D     | Burak Kutlu                      |
| 6  | Italia (bandiera)     | C     | Stefane Rauti                    |
| 7  | Portogallo (bandiera) | C     | Jorge Oliveira                   |
| 7  | Svizzera (bandiera)   | A     | Thibault Constantin              |
| 8  | Portogallo (bandiera) | C     | Denis Alves                      |
| 10 | Portogallo (bandiera) | D     | Jonathan Lima                    |
| 11 | Svizzera (bandiera)   | D     | Kévin Bakashala                  |
| 11 | Portogallo (bandiera) | C     | Carlos Alberto da Graça Oliveira |
| 12 | Capo Verde (bandiera) | A     | Ailton Barbosa                   |
| 12 | Svizzera (bandiera)   | A     | Clement Martenet                 |
| 14 | Svizzera (bandiera)   | C     | Robin Donnet                     |
| 15 | Svizzera (bandiera)   | D     | Bryan Roux                       |
| 16 | Serbia (bandiera)     | C     | Besart Tafaj                     |
| 17 | Ghana (bandiera)      | C     | Kingsford Aboagye                |

| N. |                          | Ruolo | Calciatore                |
| -- | ------------------------ | ----- | ------------------------- |
| 18 | Svizzera (bandiera)      | A     | Stevan Jovanovic          |
| 19 | Portogallo (bandiera)    | C     | André Gomes               |
| 19 | Svizzera (bandiera)      | A     | Ben Käser                 |
| 20 | Svizzera (bandiera)      | D     | Jérémy Vogel              |
| 21 | Guinea-Bissau (bandiera) | C     | Martinho Ambrosio         |
| 22 | Francia (bandiera)       | D     | Anthony Cruz Mermy        |
| 23 | Svizzera (bandiera)      | P     | Daniel da Silva Magalhaes |
| 27 | Svizzera (bandiera)      | A     | Romain Derivaz            |
| 30 | Svizzera (bandiera)      | D     | Antoine Tissières         |
|    | Italia (bandiera)        | P     | Matteo Fanelli            |
|    | Svizzera (bandiera)      | P     | Luis Goncalves            |
|    | Svizzera (bandiera)      | P     | Michael Goncalves         |
|    | Svizzera (bandiera)      | D     | Kevin Seabra              |
|    | Svizzera (bandiera)      | C     | Thomas Bressoud           |
|    | Svizzera (bandiera)      | A     | Baptiste Dubosson         |
|    | Svizzera (bandiera)      | A     | Thibault Schmid           |

## Organigramma societario
Area tecnica
- Allenatore: Cédric Strahm
- Allenatore in seconda: Pascal Wiese
- Preparatore dei portieri:
- Preparatori atletici:

## Calciomercato

### Sessione estiva
| Acquisti | Acquisti                         | Acquisti         | Acquisti |
| R.       | Nome                             | da               | Modalità |
| -------- | -------------------------------- | ---------------- | -------- |
| A        | Ailton Barbosa                   | Collombey-Muraz  |          |
| C        | André Gomes                      | Sion II          |          |
| C        | Nazmi Brahimi                    | Azzurri 90       |          |
| P        | Daniel da Silva Magalhaes        | Sion II          |          |
| C        | Carlos Alberto da Graça Oliveira | Martigny         |          |
| C        | Robin Donnet                     | FC Saint-Maurice |          |
| D        | Antoine Tissières                | Martigny         |          |

| Cessioni | Cessioni | Cessioni | Cessioni |
| R.       | Nome     | a        | Modalità |
| -------- | -------- | -------- | -------- |

### Sessione invernale
| Acquisti | Acquisti        | Acquisti | Acquisti |
| R.       | Nome            | da       | Modalità |
| -------- | --------------- | -------- | -------- |
| D        | Kévin Bakashala | Martigny |          |

| Cessioni | Cessioni      | Cessioni   | Cessioni |
| R.       | Nome          | a          | Modalità |
| -------- | ------------- | ---------- | -------- |
| C        | Nazmi Brahimi | Azzurri 90 |          |
| A        | Kevin Derivaz | Bavois     |          |

## Risultati

### Prima Lega

#### andata
| Martigny 21 agosto 2021, ore 17:30 CEST 1ª giornata                                               | Martigny  | 1 – 3 referto                                      | Monthey | Stade d'Octodure (429 spett.) |
| \| \| \| \| \| Bakashala 3’ \| Marcatori \| 36’ (rig.) Rauti 82’ Derivaz 90’ (rig.) Constantin \| |           |                                                    |         |                               |
|                                                                                                   |           |                                                    |         |                               |
| Bakashala 3’                                                                                      | Marcatori | 36’ (rig.) Rauti 82’ Derivaz 90’ (rig.) Constantin |         |                               |

| Monthey 28 agosto 2021, ore 18:00 CEST 2ª giornata               | Monthey   | 2 – 2 referto | La Chaux-de-Fonds | Stade Philippe-Pottier (310 spett.) |
| \| \| \| \| \| Derivaz 37’, 72’ \| Marcatori \| 9’, 82’ Bulur \| |           |               |                   |                                     |
|                                                                  |           |               |                   |                                     |
| Derivaz 37’, 72’                                                 | Marcatori | 9’, 82’ Bulur |                   |                                     |

| Naters 4 settembre 2021, ore 17:00 CEST 3ª giornata                    | Naters    | 3 – 0 referto | Monthey | Sportanlage Stapfen (190 spett.) |
| \| \| \| \| \| Locher 59’ Sulejmani 66’ Abbadie 90’ \| Marcatori \| \| |           |               |         |                                  |
|                                                                        |           |               |         |                                  |
| Locher 59’ Sulejmani 66’ Abbadie 90’                                   | Marcatori |               |         |                                  |

| Monthey 11 settembre 2021, ore 17:00 CEST 4ª giornata      | Monthey   | 1 – 1 referto | Lancy | Stade Philippe-Pottier (360 spett.) |
| \| \| \| \| \| Derivaz 47’ \| Marcatori \| 51’ Chentouf \| |           |               |       |                                     |
|                                                            |           |               |       |                                     |
| Derivaz 47’                                                | Marcatori | 51’ Chentouf  |       |                                     |

| Echallens 18 settembre 2021, ore 17:00 CEST 5ª giornata                                                 | Echallens | 3 – 3 referto                           | Monthey | Stade des Trois Sapins (220 spett.) |
| \| \| \| \| \| Zeneli 14’, 16’ Desportes 72’ \| Marcatori \| 12’ Constantin 54’ Oliveira 69’ Derivaz \| |           |                                         |         |                                     |
| |           |                                         |         |                                     |
| Zeneli 14’, 16’ Desportes 72’                                                                           | Marcatori | 12’ Constantin 54’ Oliveira 69’ Derivaz |         |                                     |

| Monthey 25 settembre 2021, ore 18:00 CEST 6ª giornata    | Monthey   | 1 – 1 referto | Terre Sainte | Stade Philippe-Pottier (310 spett.) |
| \| \| \| \| \| Vogel 45’ \| Marcatori \| 60’ Virchaux \| |           |               |              |                                     |
|                                                          |           |               |              |                                     |
| Vogel 45’                                                | Marcatori | 60’ Virchaux  |              |                                     |

| Vevey 2 ottobre 2021, ore 17:30 CEST 7ª giornata | Vevey United | 1 – 0 referto | Monthey | Stade de Copet (720 spett.) |
| \| \| \| \| \| Protopapa 8’ \| Marcatori \| \|   |              |               |         |                             |
|                                                  |              |               |         |                             |
| Protopapa 8’                                     | Marcatori    |               |         |                             |

| Meyrin 16 ottobre 2021, ore 17:00 CEST 8ª giornata                  | Meyrin    | 1 – 2 referto         | Monthey | Stade des Arbères (185 spett.) |
| \| \| \| \| \| Martins 73’ \| Marcatori \| 22’ Käser 51’ Derivaz \| |           |                       |         |                                |
|                                                                     |           |                       |         |                                |
| Martins 73’                                                         | Marcatori | 22’ Käser 51’ Derivaz |         |                                |

| Monthey 23 ottobre 2021, ore 17:00 CEST 9ª giornata           | Monthey   | 1 – 1 referto | Team Vaud | Stade Philippe-Pottier (280 spett.) |
| \| \| \| \| \| Derivaz 47’ (rig.) \| Marcatori \| 90’ Yana \| |           |               |           |                                     |
|                                                               |           |               |           |                                     |
| Derivaz 47’ (rig.)                                            | Marcatori | 90’ Yana      |           |                                     |

| Thun 31 ottobre 2021, ore 14:00 CEST 10ª giornata | Thun II   | 1 – 0 referto | Monthey | Stockhorn Arena (140 spett.) |
| \| \| \| \| \| Batbout 90’ \| Marcatori \| \|     |           |               |         |                              |
|                                                   |           |               |         |                              |
| Batbout 90’                                       | Marcatori |               |         |                              |

| Monthey 6 novembre 2021, ore 17:00 CET 11ª giornata                                                              | Monthey   | 4 – 2 referto                | La Sarraz-Eclépens | Stade Philippe-Pottier (300 spett.) |
| \| \| \| \| \| Kutlu 10’ Oliveira 52’ Derivaz 62’ Constantin 64’ \| Marcatori \| 4’ Golay 76’ (rig.) Escolano \| |           |                              |                    |                                     |
| |           |                              |                    |                                     |
| Kutlu 10’ Oliveira 52’ Derivaz 62’ Constantin 64’                                                                | Marcatori | 4’ Golay 76’ (rig.) Escolano |                    |                                     |

| Trois-Chenes 13 novembre 2021, ore 17:30 CET 12ª giornata                                                | Chênois   | 2 – 4 referto                           | Monthey | Stade des Trois-Chêne (0 spett.) |
| \| \| \| \| \| Bilalli 78’ (rig.) Richard 89’ \| Marcatori \| 2’, 9’ Derivaz 44’ Constantin 79’ Tafaj \| |           |                                         |         |                                  |
| |           |                                         |         |                                  |
| Bilalli 78’ (rig.) Richard 89’                                                                           | Marcatori | 2’, 9’ Derivaz 44’ Constantin 79’ Tafaj |         |                                  |

| Monthey 21 novembre 2021, ore 14:30 CET 13ª giornata                                          | Monthey   | 0 – 5 referto                                               | Bulle | Stade Philippe-Pottier (420 spett.) |
| \| \| \| \| \| \| Marcatori \| 42’ Ndebele 43’ Golliard 73’ Deschenaux 82’ Genoud 89’ Mata \| |           |                                                             |       |                                     |
|                                                                                               |           |                                                             |       |                                     |
|                                                                                               | Marcatori | 42’ Ndebele 43’ Golliard 73’ Deschenaux 82’ Genoud 89’ Mata |       |                                     |

| Monthey 28 novembre 2021, ore 14:30 CET 14ª giornata                                          | Monthey   | 1 – 3 referto                              | Martigny | Stade Philippe-Pottier (425 spett.) |
| \| \| \| \| \| Rauti 78’ (rig.) \| Marcatori \| 16’ Bakashala 57’ Cordova 71’ (rig.) Meité \| |           |                                            |          |                                     |
|                                                                                               |           |                                            |          |                                     |
| Rauti 78’ (rig.)                                                                              | Marcatori | 16’ Bakashala 57’ Cordova 71’ (rig.) Meité |          |                                     |

| La Chaux-de-Fonds 5 marzo 2022, ore 17:30 CET 15ª giornata | La Chaux-de-Fonds | 0 – 1 referto    | Monthey | Stadio di la Charrière (280 spett.) |
| \| \| \| \| \| \| Marcatori \| 90’ (aut.) Nushi \|         |                   |                  |         |                                     |
|                                                            |                   |                  |         |                                     |
|                                                            | Marcatori         | 90’ (aut.) Nushi |         |                                     |

#### ritorno
| Monthey 12 marzo 2022, ore 17:00 CET 16ª giornata                            | Monthey   | 2 – 2 referto           | Naters | Stade Philippe-Pottier (220 spett.) |
| \| \| \| \| \| Käser 81’ Lima 90’ \| Marcatori \| 12’ Mangisch 53’ Fryand \| |           |                         |        |                                     |
|                                                                              |           |                         |        |                                     |
| Käser 81’ Lima 90’                                                           | Marcatori | 12’ Mangisch 53’ Fryand |        |                                     |

| Lancy 19 marzo 2022, ore 17:00 CET 17ª giornata                                    | Lancy     | 2 – 3 referto              | Monthey | Stade de Marignac (230 spett.) |
| \| \| \| \| \| Ribeiro 29’ Marie 90’ \| Marcatori \| 13’, 36’ Oliveira 67’ Roux \| |           |                            |         |                                |
|                                                                                    |           |                            |         |                                |
| Ribeiro 29’ Marie 90’                                                              | Marcatori | 13’, 36’ Oliveira 67’ Roux |         |                                |

| Monthey 27 marzo 2022, ore 14:00 CET 18ª giornata                                 | Monthey   | 1 – 2 referto                          | Echallens | Stade Philippe-Pottier (325 spett.) |
| \| \| \| \| \| Rauti 7’ \| Marcatori \| 10’ Rushenguziminega 54’ (rig.) Demiri \| |           |                                        |           |                                     |
|                                                                                   |           |                                        |           |                                     |
| Rauti 7’                                                                          | Marcatori | 10’ Rushenguziminega 54’ (rig.) Demiri |           |                                     |

| Coppet 2 aprile 2022, ore 17:00 CEST 19ª giornata | Terre Sainte | 0 – 1 referto | Monthey | Centre Sportif des Rojalets (120 spett.) |
| \| \| \| \| \| \| Marcatori \| 90’ Ambrosio \|    |              |               |         |                                          |
|                                                   |              |               |         |                                          |
|                                                   | Marcatori    | 90’ Ambrosio  |         |                                          |

| Monthey 9 aprile 2022, ore 17:00 CEST 20ª giornata | Monthey   | 0 – 1 referto | Vevey United | Stade Philippe-Pottier (200 spett.) |
| \| \| \| \| \| \| Marcatori \| 69’ Hajij \|        |           |               |              |                                     |
|                                                    |           |               |              |                                     |
|                                                    | Marcatori | 69’ Hajij     |              |                                     |

| Monthey 23 aprile 2022, ore 17:00 CEST 21ª giornata     | Monthey   | 1 – 1 referto | Meyrin | Stade Philippe-Pottier (300 spett.) |
| \| \| \| \| \| Tafaj 82’ \| Marcatori \| 90’ Jourdan \| |           |               |        |                                     |
|                                                         |           |               |        |                                     |
| Tafaj 82’                                               | Marcatori | 90’ Jourdan   |        |                                     |

| Arbitro: | Jaussi |

|                                 |           |              |
| Hysenaj 5’ Maio 48’ Berisha 87’ | Marcatori | 17’ Oliveira |

| Monthey 7 maggio 2022, ore 17:00 CEST 23ª giornata                        | Monthey   | 2 – 1 referto | Thun II | Stade Philippe-Pottier (150 spett.) |
| \| \| \| \| \| Ambrosio 42’ Constantin 81’ \| Marcatori \| 59’ Batbout \| |           |               |         |                                     |
|                                                                           |           |               |         |                                     |
| Ambrosio 42’ Constantin 81’                                               | Marcatori | 59’ Batbout   |         |                                     |

| Morges 14 maggio 2022, ore 15:00 CEST 24ª giornata                                                           | La Sarraz-Eclépens | 5 – 2 referto         | Monthey | Terrain de La Sarraz - En Gravey (150 spett.) |
| \| \| \| \| \| Grand 37’, 52’ (rig.), 57’ Aebischer 79’ Gomariz 83’ \| Marcatori \| 45’ Lima 75’ Ambrosio \| |                    |                       |         |                                               |
| |                    |                       |         |                                               |
| Grand 37’, 52’ (rig.), 57’ Aebischer 79’ Gomariz 83’                                                         | Marcatori          | 45’ Lima 75’ Ambrosio |         |                                               |

| Monthey 21 maggio 2022, ore 16:00 CEST 25ª giornata               | Monthey   | 2 – 1 referto | Chênois | Stade Philippe-Pottier (110 spett.) |
| \| \| \| \| \| Ambrosio 11’ Lima 49’ \| Marcatori \| 36’ Mboso \| |           |               |         |                                     |
|                                                                   |           |               |         |                                     |
| Ambrosio 11’ Lima 49’                                             | Marcatori | 36’ Mboso     |         |                                     |

| Bulle 28 maggio 2022, ore 16:00 CEST 26ª giornata                              | Bulle     | 2 – 3 referto          | Monthey | Stade de Bouleyres (400 spett.) |
| \| \| \| \| \| Mata 45’ Golliard 61’ \| Marcatori \| 68’, 90’ Lima 86’ Roux \| |           |                        |         |                                 |
|                                                                                |           |                        |         |                                 |
| Mata 45’ Golliard 61’                                                          | Marcatori | 68’, 90’ Lima 86’ Roux |         |                                 |

## Statistiche

### Statistiche di squadra
| Competizione | Punti | In casa | In casa | In casa | In casa | In casa | In casa | In trasferta | In trasferta | In trasferta | In trasferta | In trasferta | In trasferta | Totale | Totale | Totale | Totale | Totale | Totale | DR |
| Competizione | Punti | G       | V       | N       | P       | Gf      | Gs      | G            | V            | N            | P            | Gf           | Gs           | G      | V      | N      | P      | Gf     | Gs     | DR |
| ------------ | ----- | ------- | ------- | ------- | ------- | ------- | ------- | ------------ | ------------ | ------------ | ------------ | ------------ | ------------ | ------ | ------ | ------ | ------ | ------ | ------ | -- |
| Prima Lega   | 37    | 13      | 3       | 6       | 4       | 18      | 23      | 13           | 7            | 1            | 5            | 23           | 24           | 26     | 10     | 7      | 9      | 41     | 47     | -6 |
| Totale       | 37    | 13      | 3       | 6       | 4       | 18      | 23      | 13           | 7            | 1            | 5            | 23           | 24           | 26     | 10     | 7      | 9      | 41     | 47     | -6 |

### Andamento in campionato
| Giornata  | 1 | 2 | 3 | 4 | 5 | 6 | 7  | 8 | 9 | 10 | 11 | 12 | 13 | 14 | 15 | 16 | 17 | 18 | 19 | 20 | 21 | 22 | 23 | 24 | 25 | 26 |
| --------- | - | - | - | - | - | - | -- | - | - | -- | -- | -- | -- | -- | -- | -- | -- | -- | -- | -- | -- | -- | -- | -- | -- | -- |
| Luogo     | T | C | T | C | T | C | T  | T | C | T  | C  | T  | C  | C  | T  | C  | T  | C  | T  | C  | C  | T  | C  | T  | C  | T  |
| Risultato | V | N | P | N | N | N | P  | V | N | P  | V  | V  | P  | P  | V  | N  | V  | P  | V  | P  | N  | P  | V  | P  | V  | V  |
| Posizione | 3 | 3 | 8 | 9 | 9 | 9 | 10 | 9 | 9 | 9  | 9  | 9  | 9  | 9  | 9  | 9  | 7  | 7  | 6  | 6  | 7  | 7  | 6  | 6  | 6  | 6  |

Legenda:

Luogo: C = Casa; T = Trasferta. Risultato: V = Vittoria; N = Pareggio; P = Sconfitta.